# Краснополосая циккаба
Андская неясыть (лат. Strix albitarsis) — вид птиц рода неясытей, обитающий в Южной Америке. 

## Описание
Краснополосая циккаба обитает в узкой полосе вдоль восточных предгорий Анд, протянувшейся через Венесуэлу, Колумбию, Эквадор, Перу и Боливию. Эта ночная перелетная птица средних размеров (30—35 см) предпочитает жить и охотиться в горах и тропических лесах на высоте от 1700 до 3700 метров над уровнем моря. В целом остается довольно мало изученной птицей.

## Систематика
Ранее тропических сов, в том числе и краснополосую циккабу, выделяли в отдельный род Ciccaba (вместе с африканской, зебровой, чёрно-белой и пятнистой циккабами). На основании генетических исследований их объединили с родом Strix (неясыти).
Известны три подвида:
- Strix albitarsis albitarsis (Bonaparte, 1850)
- Strix albitarsis opaca (JL Peters, 1943)
- Strix albitarsis tertia (Todd, 1947)